# Henk Kleemans
Hendrik Cornelis (Henk) Kleemans (Breda, 20 november 1936) is een voormalig Nederlands politicus van de ARP en later het CDA. Van 1972-1978 was hij burgemeester van Winsum. Daarna werd hij benoemd in de gemeente Kampen, waar hij burgemeester was tot zijn pensionering in 2000. 
Gebeurtenissen tijdens het burgemeesterschap van Kleemans in Kampen waren.1979 Werkbezoek H.M. Koningin Juliana.Jaren tachtig Stadsvernieuwing, Bregittenkwartier, Keizerskwartier,Begijnenkwartier, studentenhuisvesting, begin sanering en nieuwbouw Hanzewijk.Er vestigen zich nog 3 HBO-instellingen, Journalistenschool, Theateracademie, Kunstacademie.Nieuwbouw openbare bibliotheek, herstel Synagoge, verplaatsing museum naar Gotische Huis.1988 Bezoek H>M. Koningin Beatrix met Koninklijke familie
Aanleg Sportpark De Venen, sportpark Hagenbroek, Sportpark Cellebroek-Middenwetering, bouw 2e sporthal, badmintonhal, volleybalhal, turnhal, tennishal, athletiekbaan.1983 Opening Molenbrug doortrekken N 50 tot Kampen, 1993 bezoek Kroonprins Willem Alexander,1989 Verbouw Stadsgehoorzaal,1990Afronding planvorming Hanzespoorlijn, 1994 sluiting Stadsziekenhuis,1998 Doortrekking N50 en bouw 3e IJsselbrug.,1996 aanleg waterkering, 1998 afronding planvorming aanleg Zuiderzeehaven, bouw Nieuw Stadhuis en besluit om museum te verplaatsen naar oude stadhuis
Kleemans is ereburger van Kampen. In 2004 werd naar hem een recreatieve fietspont over het Ganzendiep vernoemd.